# Non-theïstische religie
Een non-theïstische religie stelt het bestaan van een god of goden niet centraal in de religieuze beleving. Het klassieke oosterse taoïsme, boeddhisme, advaita vedanta, een filosofische richting binnen het hindoeïsme, maar ook het religieus humanisme zijn voorbeelden van non-theïstische religies. Non-theïstische religies dienen niet verward te worden met atheïsme, aangezien ze niet tegen goden zijn en het bestaan van goden soms bevestigen. Goden nemen echter wel een minder dominante plaats in de leer in, ze zijn ondergeschikt aan concepten als de Tao en verlichting.